# Romainville - Carnot (métro de Paris)
Romainville - Carnot est une station de la ligne 11 du métro de Paris, située à cheval sur les communes de Noisy-le-Sec et Romainville, principalement dans cette dernière. Il s'agit de la 310e station du métro de Paris.

## Situation
La station s'insère à une soixantaine de mètres au sud de la place Carnot selon un axe est-ouest, quasi-perpendiculairement à la rue de la République et au boulevard Henri-Barbusse. Elle est construite sous la pointe de l'îlot entre ces deux artères. Elle s'intercale entre les stations Serge Gainsbourg et Montreuil - Hôpital.

## Histoire

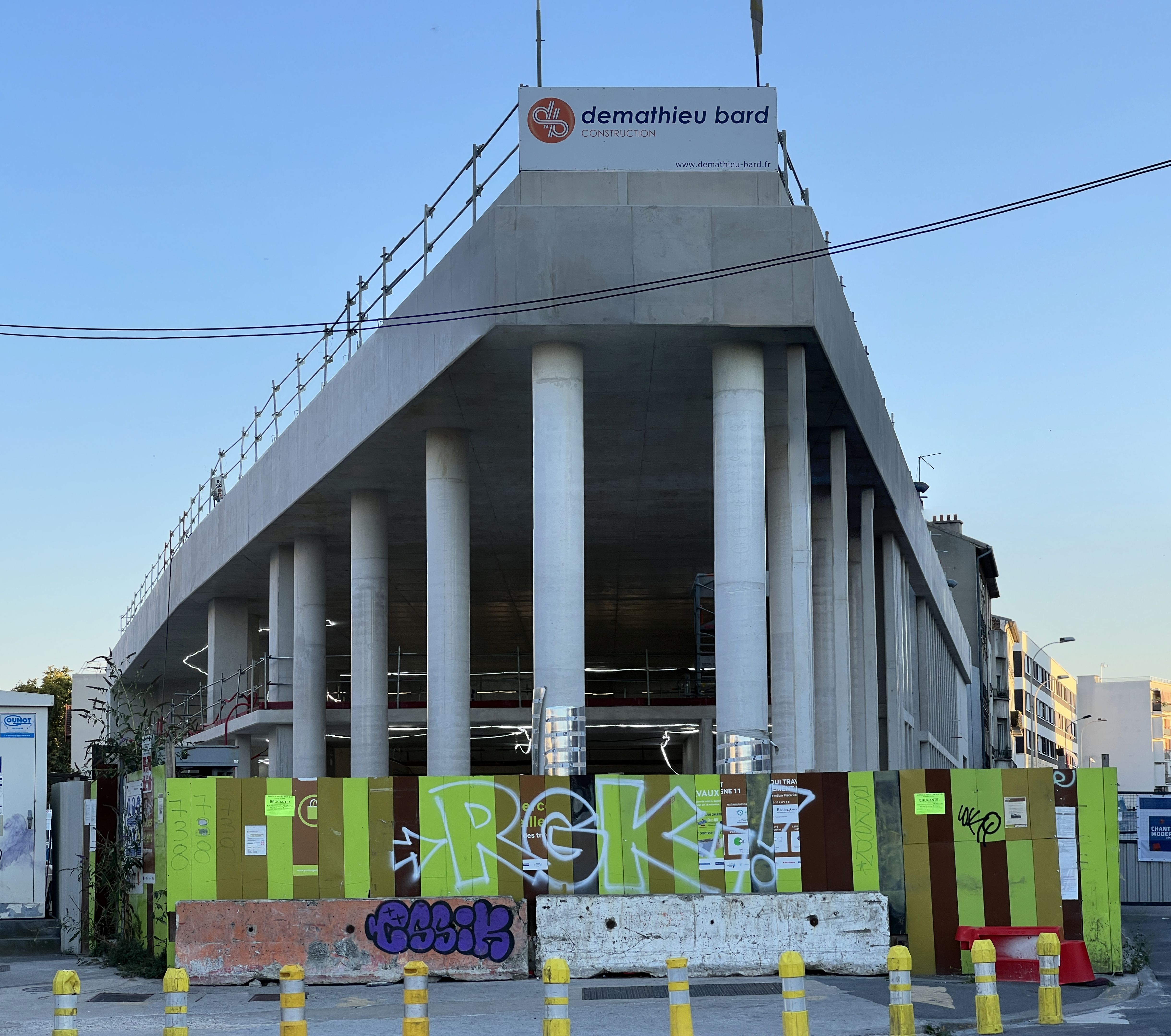
Le chantier en août 2022.

Déjà à la fin des années 1920, il était envisagé de faire de la place Carnot, à Romainville, le terminus de la ligne 11.
Une grande partie de la station a été construite sous des espaces bâtis privés, de l'autre côté du boulevard Henri-Barbusse, qui sont conservés. Un ouvrage voûté permettant l'implantation des quais a été construit sous le boulevard Henri-Barbusse et l'îlot entre ce dernier et l'avenue Kérautret. Seul le puits de la station qui accueille l'accès principal a été réalisé à ciel ouvert.
Le tunnelier Sofia arrive à la station en avril 2021. Le retard pris dans sa construction a menacé son ouverture en même temps que le reste du prolongement de la ligne 11.
La station est initialement dénommée par son nom de projet Place Carnot. Le nom officiel de la station est défini à travers le comité technique de dénomination d'Île-de-France Mobilités le 27 avril 2022. La station doit sa dénomination à son implantation à proximité de la place Carnot, qui rend hommage à Sadi Carnot (1837-1894), président de la République française de 1887 à sa mort. Elle est ainsi la quatrième station sur le réseau dont le nom reprend celui d'un président de la République française comme les stations Félix Faure (ligne 8), Charles de Gaulle - Étoile (lignes 1, 2 et 6) et Bibliothèque François-Mitterrand (ligne 14).

## Services des voyageurs

### Accès
La station comporte quatre accès :
- l'accès no 1 « place Carnot » se situe à Romainville sur la pointe de l'îlot entre la rue de la République et le boulevard Henri-Barbusse et comporte deux escaliers mécaniques et des ascenseurs, à proximité immédiate de la future station de la ligne du tramway T1.
- l'accès no 2 « boulevard Henri Barbusse » est situé le long de la voie du même nom ;
- l'accès no 3 « rue Carnot » se trouve à l'entrée de la rue Carnot, menant tout droit à la mairie et comporte un escalier fixe et deux escaliers mécaniques ;
- l'accès no 4 « rue Veuve Aublet » est localisé à Noisy-le-Sec, à l'angle de la rue Veuve Aublet.

Accès à la station
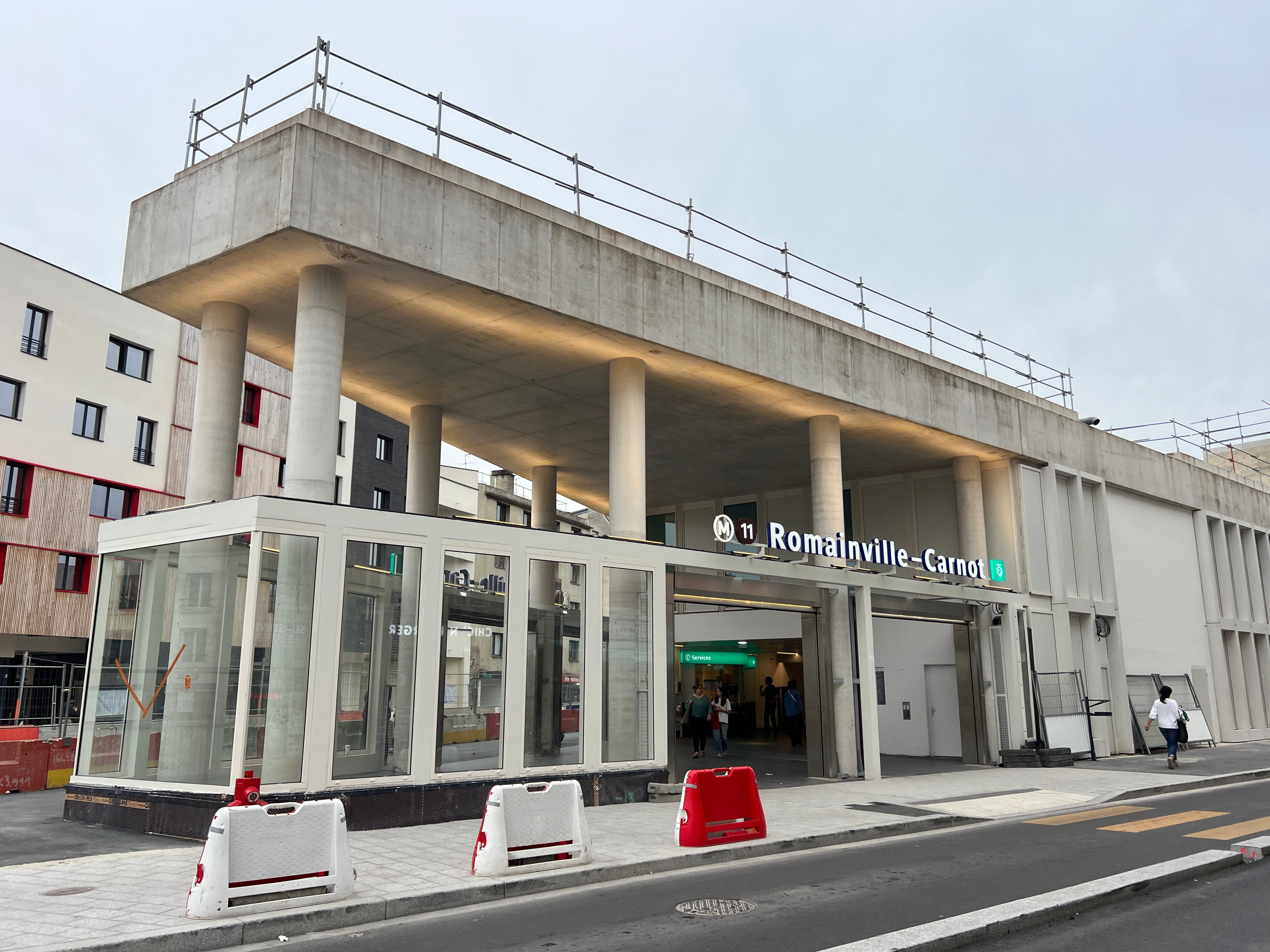
L'accès no 1 « Place Carnot ».
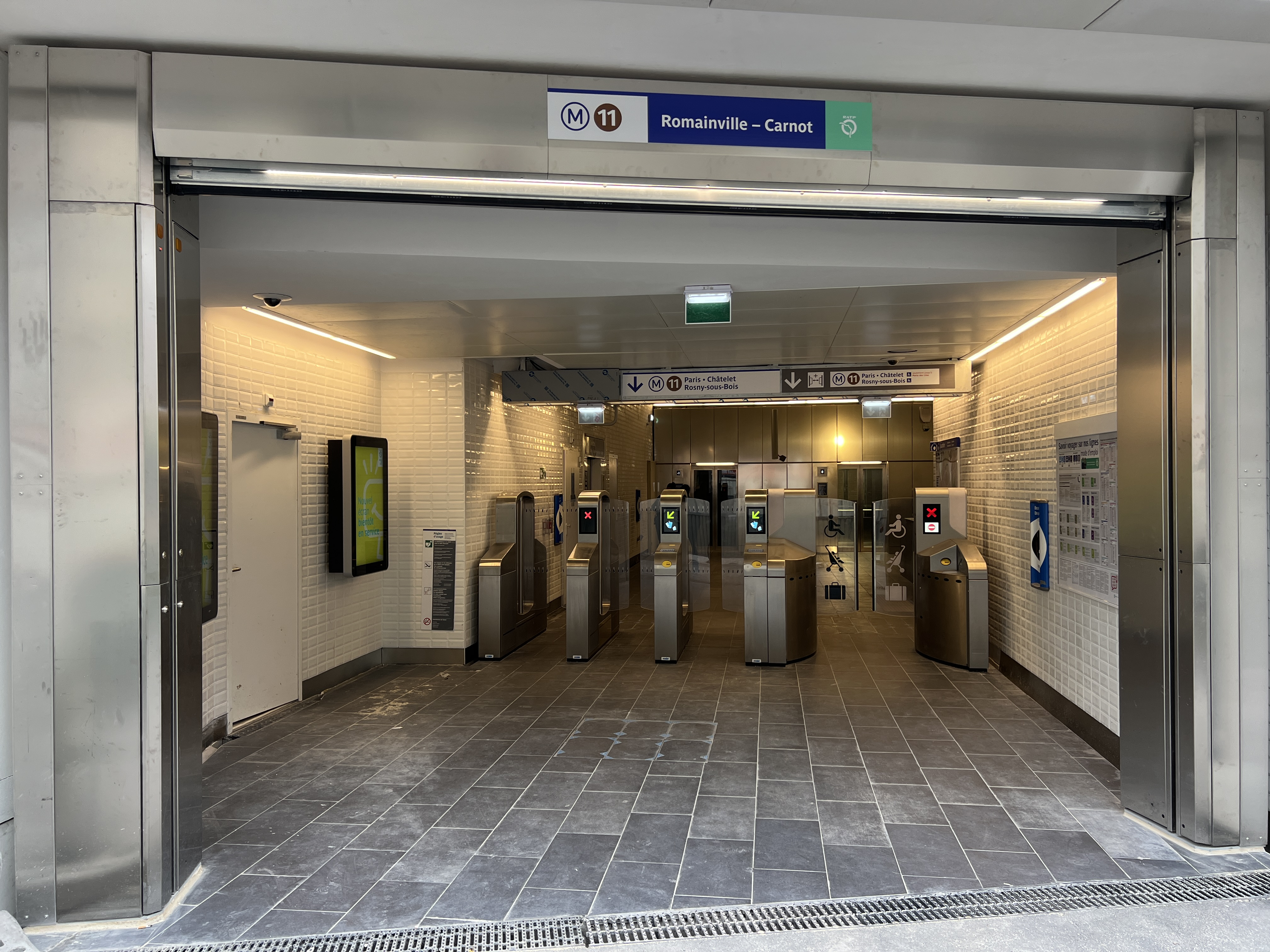
L'accès no 2 « Boulevard Henri-Barbusse ».
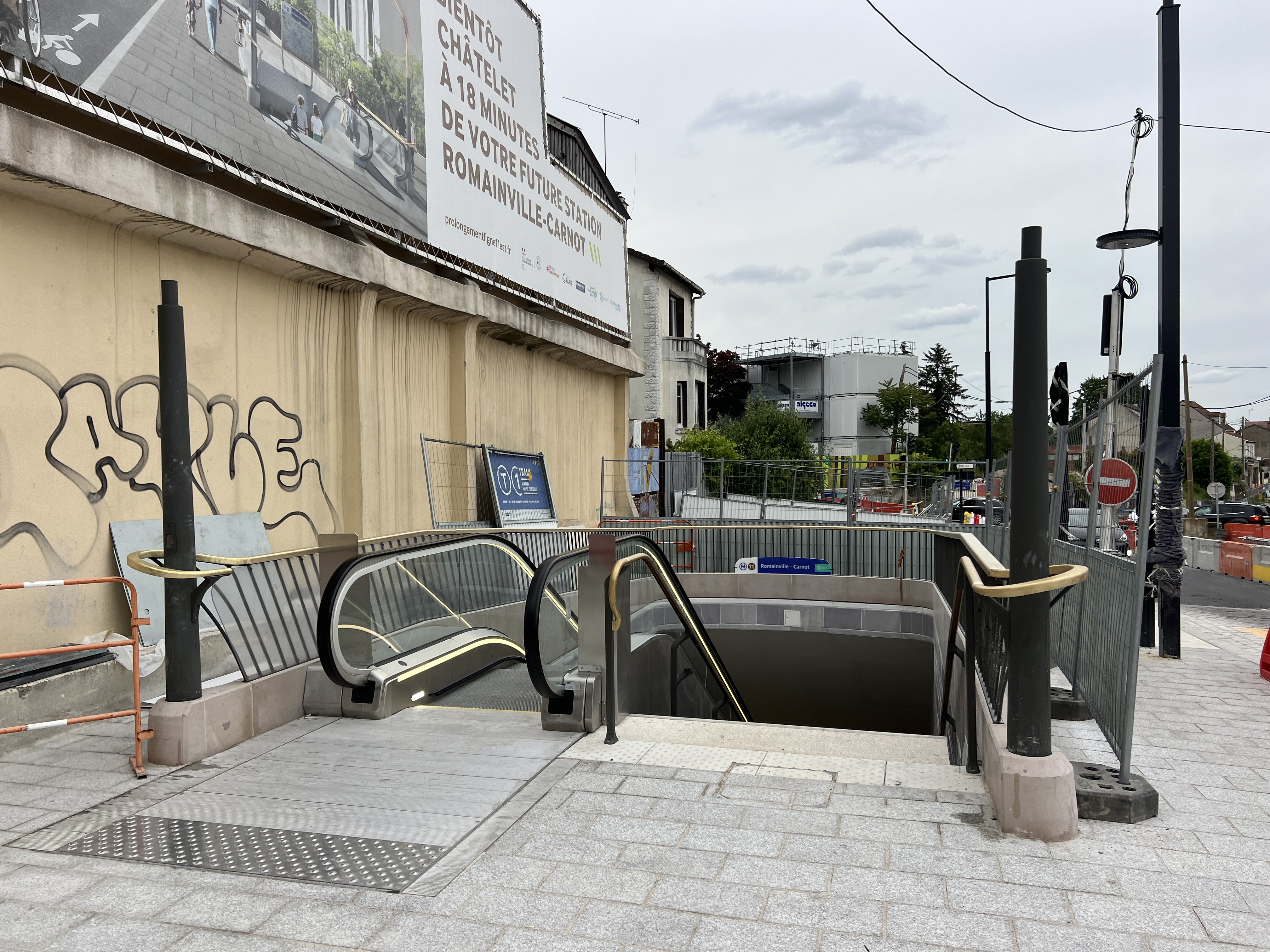
L'accès no 3 « Rue Carnot ».
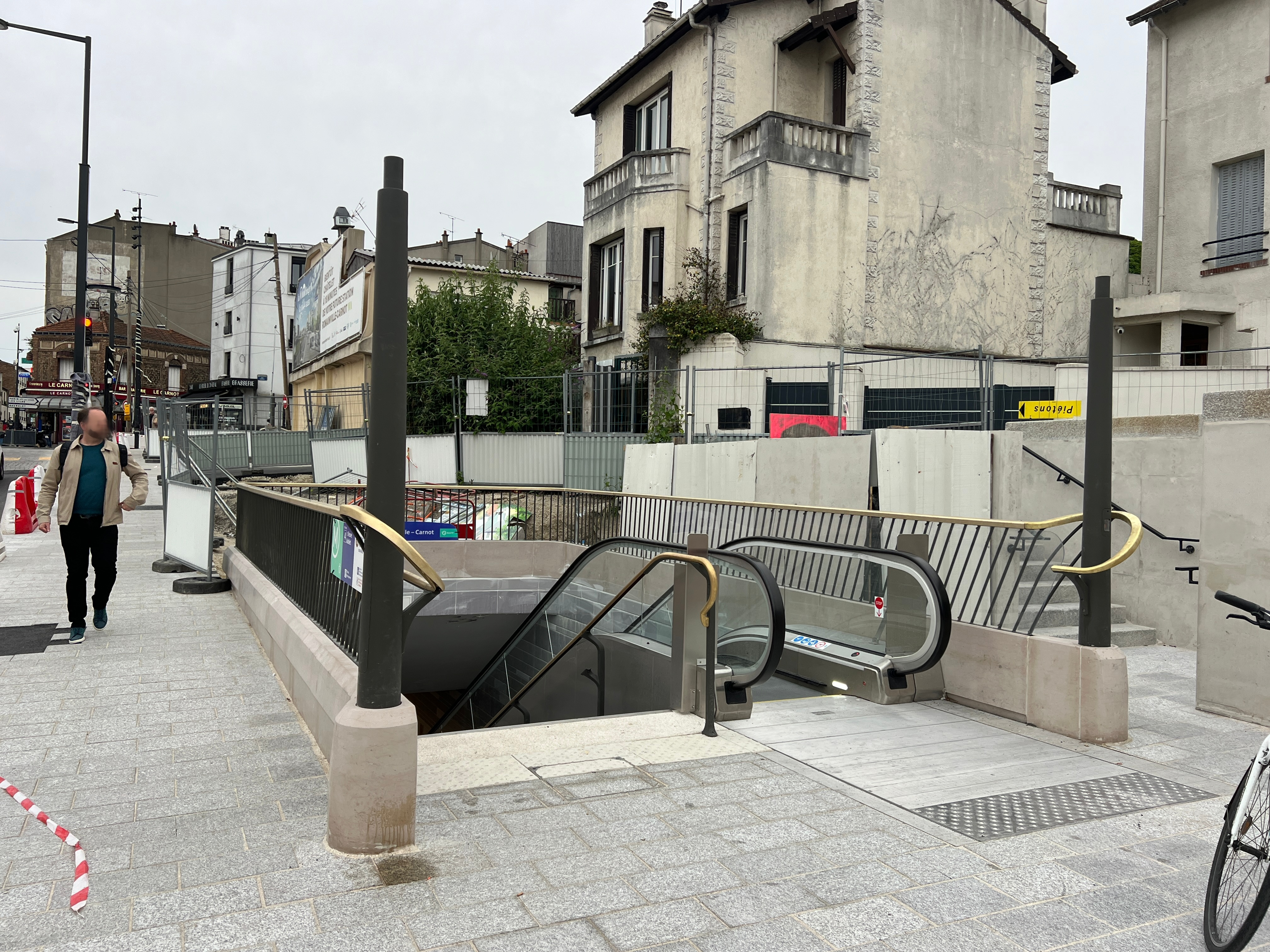
L'accès no 4 « Rue Veuve Aublet ».

.

### Quais
Romainville - Carnot est une station de configuration standard : elle possède deux quais séparés par les voies du métro. Les quais se trouvent à une profondeur de 26 m, ce qui en fait la station la plus profonde du prolongement de la ligne 11. Ils s'étendent à l'est vers la villa de Brazza.

### Intermodalité
La station est desservie par les lignes 105, 129, 318 et 322 du réseau de bus RATP et, la nuit, par les lignes N12 et N23 du réseau Noctilien.

## À proximité
Cette station dessert le quartier autour de la place Carnot et elle est située à environ 400 mètres au sud-est de l'hôtel de ville de Romainville. Elle permet également de desservir la cité Marcel-Cachin, l'île de loisirs de la Corniche des Forts et certains quartiers de Noisy-le-Sec.

## Futur
La station sera desservie par la ligne de tramway T1 après son prolongement vers la gare du Val de Fontenay, prolongement qui est en cours de construction.